# Cladostreptus glieschi
Cladostreptus glieschi är en mångfotingart som först beskrevs av Christoph D. Schubart 1960.  Cladostreptus glieschi ingår i släktet Cladostreptus och familjen Spirostreptidae. Inga underarter finns listade i Catalogue of Life.